# San Felipe de Jesús Pueblo Viejo
San Felipe de Jesús Pueblo Viejo är en ort i Mexiko.   Den ligger i kommunen Santa María Yucuhiti och delstaten Oaxaca, i den sydöstra delen av landet, 300 km sydost om huvudstaden Mexico City. San Felipe de Jesús Pueblo Viejo ligger 2 217 meter över havet och antalet invånare är 351.
Terrängen runt San Felipe de Jesús Pueblo Viejo är bergig söderut, men norrut är den kuperad. Runt San Felipe de Jesús Pueblo Viejo är det ganska glesbefolkat, med 39 invånare per kvadratkilometer. Närmaste större samhälle är Putla Villa de Guerrero, 15,5 km väster om San Felipe de Jesús Pueblo Viejo. I omgivningarna runt San Felipe de Jesús Pueblo Viejo växer i huvudsak städsegrön lövskog.